# Anne Gjevang
Anne Gjevang (geboren am 24. Oktober 1948 in Oslo) ist eine norwegische Opernsängerin der Stimmlage Alt.

## Leben und Werk
Gjevang studierte bei Unni Bugge-Hansen und Marit Isene in Oslo, bevor sie von 1968 bis 1971 an der Accademia Nazionale di Santa Cecilia in Rom und 1973 an der Musikuniversität Wien ihre Ausbildung abschloss. Zu ihrer Lehrern zählten – im Fachbereich Liedgesang – der Wiener Pianist Erik Werba (1918–1992) und der Bariton Gottfried Hornik. Sie debütierte 1973 als Baba the Turk in Strawinskys The Rake’s Progress am Stadttheater Klagenfurt. Es folgten Engagements ab 1973 am Stadttheater Ulm, ab 1977 am Stadttheater Bremerhaven und in der Spielzeit 1979–80 am Staatstheater Karlsruhe. Zu den großen Rollen ihrer Anfangszeit zählten die Titelpartie in Carmen, die Ulrica im Maskenball und der Orpheus in der Gluck'schen Vertonung von Orpheus und Eurydike. Sie gastierte am Landestheater Innsbruck und an der Wiener Staatsoper, an der alten Oper von Oslo, in Frankfurt am Main und Dresden. 1980 wirkte sie im Theater an der Wien an der Uraufführung der kontroversiell aufgenommenen Oper Jesu Hochzeit mit, Libretto: Lotte Ingrisch, Musik: Gottfried von Einem. Von 1983 bis 1991 sang sie – mit Ausnahme des Jahres 1987 – alljährlich bei den Bayreuther Festspielen, ihre Rollen waren Erda, Roßweiße und Erste Norn im Ring des Nibelungen und in zwei Festspielsommern die Stimme aus der Höhe im Parsifal. Ab 1984 war sie am Opernhaus Zürich verpflichtet. 1985, anlässlich der Eröffnung des Neubaus, sang sie in der Festvorstellung die Magdalene in den Meistersingern von Nürnberg, kurz darauf auch die Maddalena im Rigoletto, schließlich auch Carmen und Ulrica, die Isabella in Rossinis L’italiana in Algeri und die Titelpartie in Händels Giulio Cesare in Egitto. Auch in ihrer Zürcher Zeit wurde sie zu zahlreichen Gastspielen eingeladen, beispielsweise vom Teatro Real von Madrid, vom Teatro alla Scala in Mailand und von der Deutschen Oper Berlin. Der Bayreuther Erfolg als Erda führte dazu, dass tout le monde sie als Erda hören wollte. Sie gastierte in dieser Rolle an der Bayerischen Staatsoper in München, an der Metropolitan Opera in New York, an der Oper Köln, am Royal Opera House Covent Garden in London und an De Nederlandse Opera in Amsterdam. Eine Festlegung auf diese eine Partie konnte sie vermeiden, indem sie einerseits eine Reihe anderer Wagner-Rollen übernahm – die Fricka in Oslo, Helsinki und Buenos Aires, die Brangäne in Bologna, auch die Waltraute – andererseits durch herausgehobene Auftritte in Werken anderer Komponisten. 1990 sang sie in Oslo die Lady Macbeth in einer Uraufführung, dem Macbeth von Antonio Bibalo. Die Produktion gastierte 1992 in Wiesbaden. 1993 war sie in Athen als allwissende Muschel in der Ägyptischen Helena von Hofmannsthal/Strauss besetzt, 1995 in Brüssel und Köln als Principessa in Puccinis Suor Angelica. Zu ihrer zweiten Trademark-Rolle nach der Erda wurde in den späten Jahren ihrer Karriere die Klytemnästra in der Elektra von Hofmannsthal/Strauss. Sie sang diese Partie zumindest in Dortmund, Dresden, Amsterdam, Rom, Madrid und Baden-Baden.
Im Konzertsaal debütierte sie 1971 mit Ensemble Kontrapunkte in einer Strawinsky-Kammermusikreihe in Wien, einspringend für Cathy Berberian. Parallel zu ihren Bühnenauftritten pflegte sie dieses zweite Standbein ihrer Karriere und wurde von Kutsch/Riemens einerseits als „große Konzertaltistin“ charakterisiert, andererseits als „angesehene Lied-Interpretin“. Zu den Orchestern, mit denen sie gesungen hat, zählen die Berliner und Wiener Philharmoniker, das BBC Symphony Orchestra und das London Philharmonic Orchestra. Wie auf der Bühne verfügte sie auch im Konzertsaal über ein vielfältiges Repertoire von Händel über Mozart und Beethoven bis in die Gegenwart. Beispiele sind der Messiah, die Missa solemnis oder das Lied von der Erde. Im Bereich Liedgesang hatte sie mit Grieg, Sibelius und Nielsen einen nordischen Schwerpunkt, sang aber auch Werke von Franz Liszt, Hugo Wolf, Alma und Gustav Mahler.
Es gibt eine Reihe von Tondokumenten, darunter der Messiah, Mozarts Mitridate, Mahlers Dritte und Achte sowie Saul og David von Carl Nielsen und Henzes Bassariden. 2008 wurde sie Vorstandsmitglied der Norwegischen Oper. Sie gibt Meisterklassen und wohnt in Nesodden.

## Auszeichnung
- 1985–86 Kritikerprisen für Musik